# العلاقات الأسترالية الهايتية
العلاقات الأسترالية الهايتية هي العلاقات الثنائية التي تجمع بين أستراليا وهايتي.

## مقارنة بين البلدين
هذه مقارنة عامة ومرجعية للدولتين:
| وجه المقارنة                                              | أستراليا                                   | هايتي                                |
| --------------------------------------------------------- | ------------------------------------------ | ------------------------------------ |
| المساحة (كم2)                                             | 7.69 مليون                                 | 27.75 ألف                            |
| عدد السكان (نسمة)                                         | 24.51 مليون                                | 10.98 مليون                          |
| الكثافة السكانية (ن./كم²)                                 | 3.19                                       | 395.68                               |
| العاصمة                                                   | كانبرا، ملبورن                             | بورت أو برانس                        |
| اللغة الرسمية                                             | لغة إنجليزية                               | لغة فرنسية، اللغة الكريولية الهايتية |
| العملة                                                    | دولار أسترالي، جنيه إسترليني، جنيه أسترالي | جوردة هايتية                         |
| الناتج المحلي الإجمالي (بليون دولار)                      | 1.32 تريليون                               | 8.41 مليار                           |
| الناتج المحلي الإجمالي (تعادل القوة الشرائية) بليون دولار | 1.10 تريليون                               | 18.82 مليار                          |
| الناتج المحلي الإجمالي الاسمي للفرد دولار أمريكي          | 56.31 ألف                                  | 818                                  |
| الناتج المحلي الإجمالي للفرد دولار أمريكي                 | 45.92 ألف                                  | 1.73 ألف                             |
| مؤشر التنمية البشرية                                      | 0.939                                      | 0.483                                |
| رمز المكالمات الدولي                                      | +61                                        | +509                                 |
| رمز الإنترنت                                              | .au                                        | .ht                                  |
| المنطقة الزمنية                                           |                                            | 00                                   |

## منظمات دولية مشتركة
يشترك البلدان في عضوية مجموعة من المنظمات الدولية، منها:
| علم المنظمة | اسم المنظمة                               | تاريخ انضمام أستراليا | تاريخ انضمام هايتي |
| ----------- | ----------------------------------------- | --------------------- | ------------------ |
|             | الاتحاد البريدي العالمي                   | ?                     | ?                  |
|             | يونسكو                                    | 4 نوفمبر 1946         | 18 نوفمبر 1946     |
|             | البنك الدولي للإنشاء والتعمير             | 5 أغسطس 1947          | 8 سبتمبر 1953      |
|             | منظمة التجارة العالمية                    | ?                     | ?                  |
|             | وكالة ضمان الاستثمار متعدد الأطراف        | 10 فبراير 1999        | 11 ديسمبر 1996     |
|             | الاتحاد الدولي للاتصالات                  | 27 مايو 1878          | 10 أكتوبر 1927     |
|             | منظمة الشرطة الجنائية الدولية             | ?                     | ?                  |
|             | مؤسسة التمويل الدولية                     | 20 يوليو 1956         | 20 يوليو 1956      |
|             | الأمم المتحدة                             | 1 نوفمبر 1945         | 24 أكتوبر 1945     |
|             | مؤسسة التنمية الدولية                     | 24 سبتمبر 1960        | 13 يونيو 1961      |
|             | منظمة حظر الأسلحة الكيميائية              | ?                     | ?                  |
|             | المركز الدولي لتسوية المنازعات الاستشارية | 1 يونيو 1991          | 26 نوفمبر 2009     |

## وصلات خارجية
- موقع وزارة الخارجية الأسترالية
- موقع وزارة الخارجية الهايتية